# Erioptera (Erioptera) squalida
Erioptera (Erioptera) squalida is een tweevleugelige uit de familie steltmuggen (Limoniidae). De soort komt voor in het Palearctisch gebied.